# ГЕС Liǔpíng
ГЕС Liǔpíng (柳坪水电站) — гідроелектростанція у центральній частині Китаю в провінції Сичуань. Знаходячись після ГЕС Sèěrgǔ, входить до складу каскаду на річці Хейшуй, правій притоці Міньцзян, котра в свою чергу є лівою притокою Дзинші (верхня течія Янцзи).
В межах проєкту річку перекрили бетонною греблею висотою 17 метрів, яка утримує водосховище з об'ємом 1087 тис. м3 (корисний об'єм 658 тис. м3) та припустимим коливання рівня поверхні у операційному режимі між позначками 1776 та 1780 метрів НРМ. Зі сховища ресурс транспортується до машинного залу через прокладений у правобережному гірському масиві дериваційний тунель довжиною 10,6 км.
Основне обладнання станції становлять три турбіни типу Френсіс потужністю по 40 МВт, які забезпечують виробництво 536 млн кВт-год електроенергії на рік.
Видача продукції відбувається по ЛЕП, розрахованій на роботу під напругою 220 кВ.